# Нобл, Джон
Джон Нобл (англ. John H. Noble, 4 сентября 1923 — 10 ноября 2007) — гражданин США, выживший в ГУЛаге. После того, как ему было разрешено покинуть СССР и вернуться на родину в США, он написал две книги о том, что с ним было в ГУЛаге.

## Детство и юность
Нобл родился в городе Детройт штата Мичиган. Его отец Чарльз Нобл родился в Германии и приехал в США как миссионер церкви адвентистов седьмого дня. Найдя противоречия в учении церкви, он в конечном итоге, покинул эту церковь. Его мать работала фотографом в Детройте в одной из компаний по производству фотоаппаратов, а затем его отец стал владельцем этой компании. Компания Ноблов в конечном итоге вошла в десятку крупнейших компаний по производству фотоаппаратов в США. Его отец познакомился с производителем фотоаппаратов из Германии, который хотел эмигрировать в США, и он предложил продать свою фабрику по производству фотоаппаратов, расположенную в Дрездене, компании Ноблов. Ноблы превратили эту немецкую компанию, Pentacon, в один из ведущих международных брендов, где работало до 600 работников.
Ноблы оставались в Германии до окончания второй мировой войны и пережили бомбардировку Дрездена.

## Тюремное заключение

### Специальная советская тюрьма
В конце 1945 года 22-летний Нобл был арестован вместе со своим отцом советскими оккупационными войсками в Дрездене и заключён в бывший немецкий концлагерь Бухенвальд, переименованный в «Специальный лагерь № 2». Арест последовал вскоре после того, как недавно назначенный местный комиссар решил присвоить семейную фабрику Ноблов Praktica и её склады с продукцией. Отцу и сыну были предъявлены сфабрикованные обвинения в шпионаже против СССР. Однако впоследствии этот комиссар не поделился фотоаппаратами со своим начальством и тоже оказался в тюрьме.
В отличие от своего отца, который был освобождён в 1952 году, Джон был приговорён ещё на 15 лет в 1950 году и передан советским властям после закрытия «Специального лагеря № 2» в начале 1950 года.

### Воркута
Во время своего конвоирования по России он увидел фразу на английском языке «I am sick and don’t expect to live through this — Major Roberts» (Я болею и не надеюсь пережить всё это — Мейджор Робертс). Эта надпись была датирована серединой августа 1950 года и, предположительно, была написана американским солдатом Мейджором Франком Робертсом, который был зарегистрирован как пропавший без вести на Второй мировой войне. Вскоре после этого путешествие Джона продолжилось, и его отправили добывать уголь в Воркуте, самой северной железнодорожной станции Урала. Занимавшийся различной чёрной работой во время своего заключения, наивысшей из которых была чистка туалета для сотрудников колонии, он принял участие в воркутинском восстании в июле 1953 года. По словам Нобла, лагерь в Воркуте и многие другие находящиеся поблизости, тоже были ранее захвачены заключенными, в числе которых было 400 бывших участников Великой Отечественной войны, которые решились на отчаянный марш в несколько сотен километров на Запад к Финляндии. Впоследствии проделав полпути по этому маршруту, эти заключённые были перехвачены и либо убиты в бою, либо казнены сразу после него. Впоследствии Ноблу удалось передать из заключения открытку, приклеив её к спине другого заключённого. Это послание, адресованное родственнику в Восточной Германии, было передано его семье, которая к тому времени вернулась в США. Эта открытка была передана в государственный департамент США, который официально попросил советское правительство освободить Нобла. Он был освобождён в 1955 году, вместе с несколькими американскими военнопленными, после личного вмешательства президента США Дуайта Эйзенхауэра.

## Дальнейшая жизнь
В середине 1990-х Нобл вновь приехал жить в Дрезден, где он был арестован 50 лет назад. Фабрика была возвращена в собственность его семьи, а товарный знак — нет. Он умер 10 ноября 2007 года от сердечного приступа.
Нобл написал 3 книги о своих мытарствах:
- «I Found God in Soviet Russia» («Я нашёл Бога в советской России»), Джон Нобл и Гленн Эверетт (англ. Glenn D Everett), издана в 1959 в твёрдом переплёте.
- «I Was a Slave in Russia» (Я был рабом в России), Джон Нобл (Броадвью, Иллинойс: издательство Cicero Bible Press, 1961).
- «Verbannt und Verleugnet» (Изгнанный и исчезнувший), Джон Нобл (Издательство Ренджер, 2005).